# Opera en Belcanto
Opera en Belcanto was een Vlaams radioprogramma rond opera. Het werd van 1946 tot en met 2000 onafgebroken op Radio 1 uitgezonden. Hiermee was het samen met Inlichtingen voor duivenliefhebbers, Het Soldatenhalfuurtje, Het Schurend Scharniertje, Te bed of niet te bed, Vragen staat vrij, Actueel en het radiojournaal een van de langstlopende programma's op de Vlaamse radio-omroep.

## Concept
Elke uitzending werden er beroemde aria's gedraaid. De introductiemuziek was de begintune van het eerste hoornconcerto van Richard Strauss, en later het koor van de smeden uit Giuseppe Verdi's Il Trovatore.

## Geschiedenis
Het programma werd bedacht en samengesteld door Etienne Van Neste (1918-1974) en jarenlang gepresenteerd door Jeanne Sneyers. Sinds 1980 was Frans Van den Broeck de samensteller en presenteerde hij samen met Geert Segers de uitzendingen. De productie was in de laatste jaren in handen van Nora Nys.

## Erkenning
"Opera en Belcanto" won in 1960 de radio-Oscar. Het werd in 1999 tot een van de tien beste Vlaamse radioprogramma's van de 20e eeuw verkozen.